# 직물 길드 이사회
직물 길드 이사회(영어: Syndics of the Drapers' Guild) 또는 직물 검사관(네덜란드어: De Staalmeesters)은 1662년 제작된 렘브란트의 유화이다. 현재 암스테르담 국립 박물관에 소장되어 있다. 렘브란트가 그린 단체 초상화 가운데 가장 늦은 시기에 제작된 것이다.
칼로를 머리에 쓴 인물(벨)을 뺀 나머지 사람들은 모두 직물상들로 직공들이 제작하여 길드에 납품한 천의 품질을 검사하는 검사관이다. 검사관의 임기는 성금요일에 시작하여 1년간이었으며 매주 세차례 검사를 진행하였다. 원제 Staalmeesters에서 Staal은 견본(Sample)을 뜻하고 meester는 영어의 master에 해당되는 낱말로 길드의 장인을 뜻한다. 이들은 플라이어를 이용하여 합격품에 금속 인장인 실(seal)을 달았는데 직물의 한 귀퉁이에 가죽을 대고 동전만한 납을 박아 앞면에는 도시의 인장을 뒷면에는 자신들의 길드 인장을 새겼다. 품질 등급은 4 가지로 각각의 등급마다 납 실을 추가하여 최고 등급의 직물에 눌러 넣은 실의 높이가 가장 높았다.
그림에는 페르시아 스타일의 천으로 덮힌 탁상을 검사관들이 둘러서 있고 가운데에는 견본의 품질 규정집이 놓여 있다. 그림에 등장하는 인물들은 왼쪽에서 오른쪽으로 다음과 같다.
- 야코브 반 룬 (Jacob van Loon, 1595년 –1674년)
- 볼커트 얀스 (Volckert Jansz, 1605년 또는 1610년 – 1681년)
- 빌렘 반 도이엔부르크 (Willem van Doeyenburg, 1616년 무렵 – 1687년)
- 프란스 헨드릭스 벨 (Frans Hendricksz Bel, 1629년 – 1701년)
- 애르노트 반 데르 미에(Aernout van der Mye, 1625년 무렵 – 1681년)
- 요헴 데 네베 (Jochem de Neve, 1629년 – 1681년)

암스테르담 직물 길드가 의뢰한 이 초상화는 1771년까지 길드홀인 스탈호프(Staalhof) 벽에 걸려 있었다.